# 埃波尔茨海姆
埃波尔茨海姆是德国莱茵兰-普法尔茨州的一个市镇。总面积3.60平方公里，总人口1329人，其中男性659人，女性670人（2011年12月31日），人口密度369人/平方公里。